# Asjmjanka
De Asjmjanka (Wit-Russisch: Ашмянка [ʌʂˈmʲankə], Litouws: Ašmena, Pools: Oszmianka, Russisch: Ошмянка) is een rivier in Wit-Rusland. De rivier wordt in de kronieken van de Duitse Orde ook wel Aschemynne genoemd.
De rivier is 104 kilometer lang en is een zijrivier van de Neris. De bron ligt bij het Wit-Russische dorp Moeravanaja Asjmjanka. De rivier is vernoemd naar de stad Asjmjany, waar de rivier ook doorheen stroomt.

## Afbeeldingen

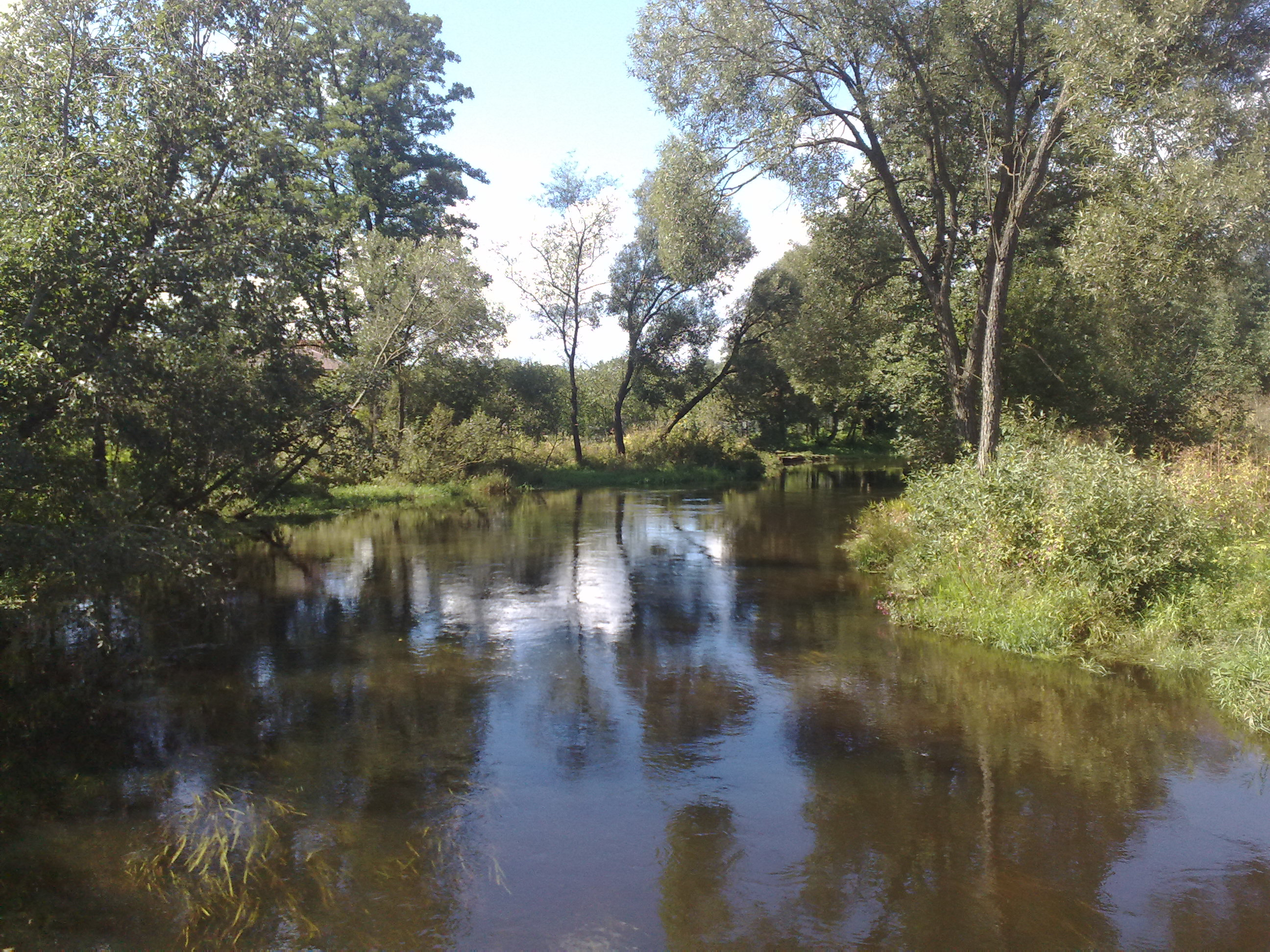
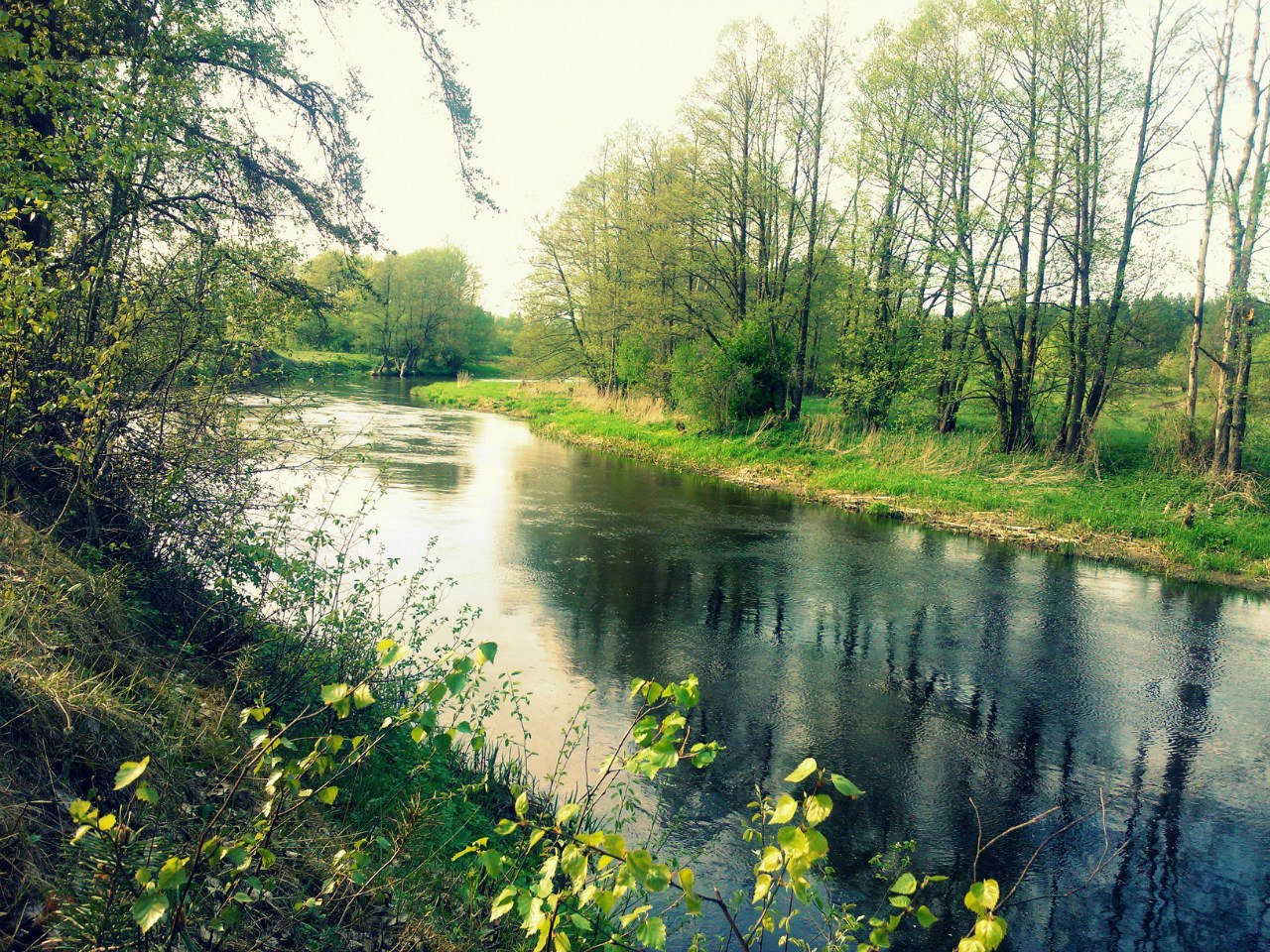
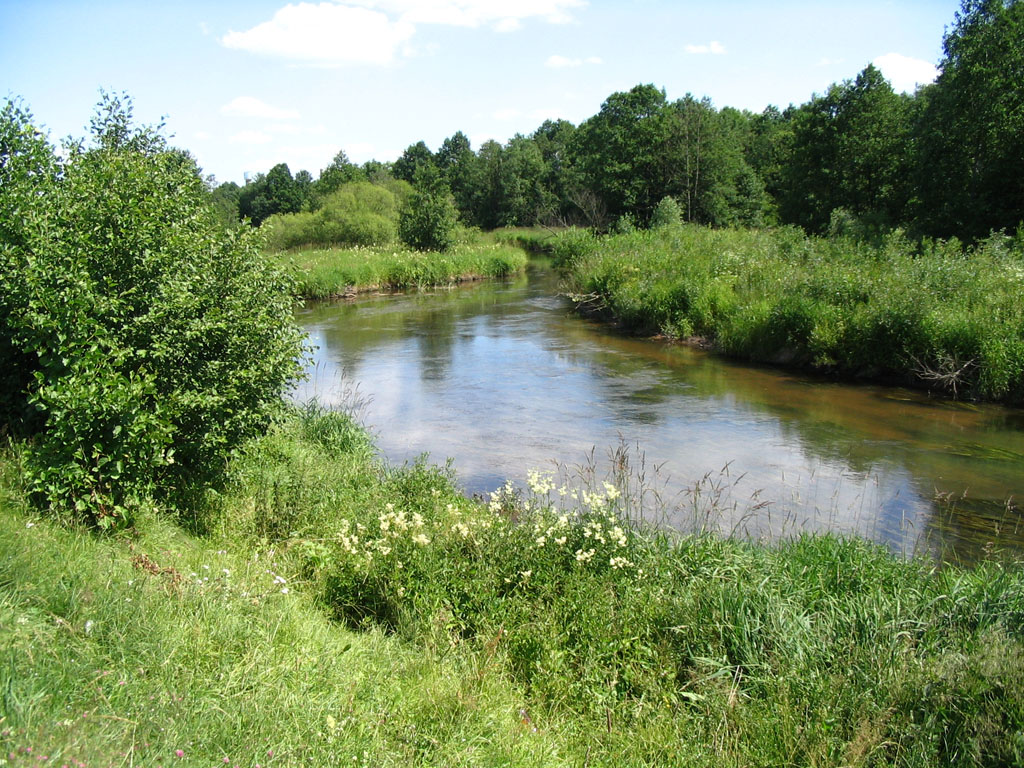